# 11921 Мітамасахіро
11921 Мітамасахіро (11921 Mitamasahiro) — астероїд головного поясу, відкритий 26 жовтня 1992 року.
Тіссеранів параметр щодо Юпітера — 3,327.
Названо на честь Міта Масахіро (яп. みた・まさひろ(三田誠広) міта масахіро)